# Bath (ville, New York)
Pour les articles homonymes, voir Bath (homonymie).
Bath est une ville du comté de Steuben, dans l'État de New York, aux États-Unis,. En 2010, elle comptait une population de 12 379 habitants.

## Démographie
Lors du recensement de 2010, la ville comptait une population de 12 379 habitants, tandis qu'en 2016, elle est estimée à 12 057 habitants.